# Marcelino Oreja
Marcelino Oreja Aguirre (Madrid, 13 febbraio 1935) è un politico spagnolo.
È stato ministro degli esteri della Spagna, Segretario generale del Consiglio d'Europa e commissario europeo.

## Biografia
Oreja proviene da una famiglia di imprenditori e politici conservatori. Laureatosi in giurisprudenza, intraprese la carriera diplomatica.

### Carriera politica
Durante la dittatura franchista Oreja prese parte a gruppi ed attività politiche di orientamento cristiano democratico e di destra democratica. All'inizio della transizione alla democrazia Oreja fu ministro degli esteri della Spagna nei governi Suárez I  e II, tra il 1976 e il 1980. Firmò per conto del suo paese la Dichiarazione universale dei diritti dell'uomo e gestì l'adesione della Spagna al Consiglio d'Europa.
Alle elezioni del 1979 Oreja venne eletto in Parlamento nelle file dell'Unione del Centro Democratico. Nel 1980 venne nominato delegato del governo nei Paesi baschi. Nel 1982 venne rieletto in Parlamento, e aderì ad Alianza Popular.

#### Segretario del Consiglio d'Europa e commissario europeo
Tra il 1984 e il 1989 Oreja fu segretario generale del Consiglio d'Europa.
Nel 1989 Oreja venne eletto al Parlamento europeo nelle file del Partido Popular. Nel 1994 prese il posto di Abel Matutes come commissario europeo per i trasporti e l'energia, e l'anno successivo venne indicato come membro della Commissione Santer. Fu commissario europeo per le relazioni con il Parlamento, la cultura e la politica audiovisiva fino alla fine del mandato della Commissione Marín nel settembre 1999.
Alla fine dell'esperienza nella Commissione europea Oreja si ritirò dalla vita politica per dedicarsi ad attività imprenditoriali.